# Єгуда Гур-Ар'є
Єгуда Гур-Ар'є (івр. ‏יהודה גור-אריה; рум. Iehuda Gur-Arie; нар. 16 лютого 1934, с. Ленківці Окницького району Молдови) — ізраїльський письменник, поет і перекладач. Походить з бессарабських євреїв.

## Біографія
Народився в селі Ленківці (нині Окницький район, Республіка Молдова) повіту Сорока, Бессарабія (міжвоєнна Румунія). У 1941 році під час Другої світової війни був депортований румунською владою разом із родиною до гетто села Мурафа в Трансністрії (тепер Шаргородського району Вінницької області, Україна). Він провів 3 роки в гетто, після смерті батьків був розподілений Червоним Хрестом до сиротинців у Романі, Бузеу і, нарешті, у Бухаресті. У 1946-1950 роках жив у місті Дорохой у повіті Ботошані, де закінчив початкову школу.
У 1950 році емігрував до Ізраїлю. Навчався і водночас працював чорноробом у кібуці. Після служби в армії повернувся в рідний кібуц, де прожив наступні 15 років. Брав участь у бойових діях Шестиденної війни (1967).
Закінчив філологічний факультет Тель-Авівського університету. Починав друкуватися як поет на івриті, пізніше, на початку 1980-х років, опублікував численні переклади з їдиш, російської та румунської мов. У перекладах Гур-Ар’є видано понад 35 книжок поезії та прози. Серед авторів, яких він переклав, Міхай Емінеску, Йон Мінулеску, Марін Преда, Захарія Станку, Думітру Раду Попеску та Норман Манея, а також низка ізраїльських письменників, які пишуть румунською мовою: Борис Векслер-Властару, М. Рудік, Еуген Лука, Соло Хар, Леопольд Бітман-Руга, Шауль Кармель, Леопольд Брукштайн і Луїза Кароль. У перекладах Гур-Ар'є окремими книгами вийшли романи Льва Толстого, Бориса Пастернака («Охоронний лист») і Володимира Войновича. Перекладав з їдиш книги Дж. Транка, Шлойме Ворзогера, Ента Маша, Іцхака Башевіса Зінгера, Ш. Л. Шнайдермана, Елі Шехтмана, Олександра Шпіґльблата та ін.
У 1969 році разом з Ярівом Бен Аароном і Мукі Цуром брав участь у колективній збірці особистих вражень учасників Шестиденної війни, складеній мовою їдиш А. Добрушкесом (Kemfer deerceiln – «солдати кажуть»). Працював заступником редактора щоденної газети «Маарів» з питань культури та літератури, потім редактором наукової літератури. Автор поетичних і прозових книг: «Поетичні мініатюри в блакитному» (1966), «Хвала літу» (1978), «Пригоди Талі» (повість для дітей, 1984), «Скіп» (1988), «Агрегати матерії» (1994), «Запах хвої» (романи, 1999), «Барви метелика» (2006).
Лауреат Державної премії Ізраїлю з перекладу (1995), премії «Фіхман» (2002) та премії імені Д. Гофштейна (за внесок у культуру їдиш, 2006).

## Зовнішні посилання
- Єгуда Гур-Ар'є (івр.)
- Єгуда Гур-Ар'є (івр.)
- Список публікацій у каталозі Національної Бібліотеки (івр.)
- Поезія Єгуди Гур-Ар'є (англ.)